# Pseudoscops
Genre
Pseudoscops est un genre d'oiseaux de la famille des Strigidae.

## Liste d'espèces
Selon la classification de référence du Congrès ornithologique international (version 2.9, 2011) :
- Pseudoscops grammicus (Gosse, 1847) — Hibou de Jamaïque
- Pseudoscops clamator (Vieillot, 1808) — Hibou strié